# George Hotz
George Francis Hotz (2 oktober 1989), ook bekend als Geohot, is een Amerikaanse hacker. Hij werd bekend door het breken van de simlock in de iPhone in 2007 en het hacken van de PlayStation 3.

## PS3 Jailbreak
De PlayStation 3 was de enige console van de 7de generatie die lang bekendstond als onhackbaar. Hotz vertelde aan BBC News dat hij voor de hack vijf weken nodig had. Die zorgde ervoor dat men gedownloade of thuis ontwikkelde games en PlayStation 2-games kon spelen, een applicatie die Sony verwijderde uit de console om de prijs te drukken. Na het verfijnen van de hack zette Hotz die op 26 januari 2010 online. Ondertussen startte Sony, ontwikkelaar van de PS3, een onderzoek. Op 28 maart 2010 reageerde Sony met een firmware update die de zelf aangebrachte software weer van de console verwijderde. Hotz maakte toen een zelfgemaakte firmware bekend die updates van Sony mogelijk maakt zonder Linux en OtherOS te verliezen. Hotz twitterde op 13 juli 2010 dat hij het verder hacken van de PS3 opgaf. Zes maanden later, op 2 januari 2011, had hij nieuwe updates. Hij zette de rootkit van de PlayStation 3 online. Deze werd later verwijderd na juridische stappen van Sony. Negen dagen later verzocht Sony de rechtbank van Noord-Carolina om de tijdelijke aanhouding van Hotz.

## Rechtszaak met Sony
Sony’s verzoek werd ingewilligd op 27 januari. Hotz werd verboden om verder de PS3 te jailbreaken, anderen te helpen of informatie hierover te verspreiden. Alle computers en software van diverse jailbreaks werden in beslag genomen en overhandigd aan de advocaten van Sony. Tijdens het proces kreeg Sony toegang van het gerecht tot alle IP-adressen waarvandaan Hotz’s blog bezocht was en waarvan de diverse hacks waren gedownload. Op 11 april 2011 werd bekend dat Sony en Hotz tot een overeenkomst waren gekomen. Dit omvatte onder andere een verbod voor Hotz om producten van Sony te hacken. Eind april 2011 hackten onbekenden het PlayStation Network. Hotz ontkende elke betrokkenheid.

## Huidig beroep
George Hotz werkte van mei 2011 tot januari 2012 bij de sociaalnetwerksite Facebook, en ging daarna aan de slag bij Backplane, waar Lady Gaga nauw bij betrokken blijkt te zijn.
In december 2015 kondigde Hotz een nieuw project aan, op amper één maand tijd had George Hotz een zelfrijdende wagen gebouwd in zijn garage. Hij had een witte Acura ILX uitgerust met een LIDAR-radarsysteem en enkele smartphonecamera’s, en hij had de software van de wagen geschreven. Inmiddels is Hotz gestopt met het bouwen van het autonome systeem, nadat er juridisch gezien niet genoeg bekend werd gemaakt omtrent de veiligheid van het systeem, en er een dwangsom van $21.000 per dag zonder informatie op het project lag. Dit resulteerde in het bedrijf comma.ai.

Op 5 november 2022 stichtte George "tiny corp", die zich focust op Machine learning. 